# Tour de Vendée 2017
Die 46. Tour de Vendée 2017 war ein französisches Straßenradrennen im Département Vendée mit Start und Ziel in La Roche-sur-Yon nach 203,8 km. Es fand am Sonntag, den 1. Oktober 2017, statt. Zudem war es Teil der UCI Europe Tour 2017 und dort in der Kategorie 1.1 eingestuft.
Sieger wurde als Solist der Franzose Christophe Laporte von Cofidis, Solutions Crédits vor seinem Landsmann Justin Jules von WB Veranclassic Aqua Protect, der den Sprint der Verfolgergruppe gewann, die mit 20 Sekunden Rückstand folgte.

## Teilnehmende Mannschaften
| WorldTeams (2)- AG2R La Mondiale - FDJ Professional Continental Teams (6)- Cofidis, Solutions Crédits - Delko Marseille Provence KTM - Direct Énergie - WB-Veranclassic-Aqua Protect - Fortuneo-Oscaro - Caja Rural-Seguros RGA Continental Teams (7)- Vorarlberg - HP BTP-Auber 93 - Euskadi Basque Country-Murias - Differdange-Losch - Roubaix Lille Métropole - Armée de terre - Massi-Kuwait Project |
| |

## Strecke
Der Start erfolgte in La Roche-sur-Yon. Nach einem hügeligen Abschnitt zur Mitte des Rennens, verlief die Strecke relativ dahin. Am Ende wurde noch Rundkurs in La-Roche-sur-Yon befahren, auf dem drei Runden à 3,9 Kilometer absolviert wurden.

## Rennverlauf
Kurz nach dem Start fuhren vier Fahrer, u. a. mit Patrick Jäger (Österreich/Vorarlberg), weg. Ihr Maximalvorsprung betrug um die vier Minuten. Zur Hälfte des Rennens schlossen etwa 30 Fahrer zu der Vierergruppe an der Gruppe auf. Danach wuchs der Vorsprung auf zwei Minuten an. Anschließend setzten sich Fabricio Ferrari (Uruguay/Caja Rural) und Fabien Grellier (Frankreich/Direct Energie) aus der Spitzengruppe heraus ab. 55 Kilometer vor dem Ziel fuhr zu den beiden Fahrern eine Gruppe um Lilian Calmejane (Frankreich/Direct Energie) auf. 20 Kilometer vor dem Ziel waren alle Ausreißer von der nächsten größeren Gruppe gestellt. Insgesamt waren zu diesem Zeitpunkt des Rennens etwa 40 Fahrer an der Spitze.
Nach dem Zusammenschluss konnte sich bei einsetzendem Regen Nacer Bouhanni (Frankreich/Cofidis) absetzen. 8 Kilometer vor dem Ziel fuhren zu Bouhanni sein Teamkollege Christophe Laporte, Thomas Boudat (Frankreich/Direct Energie), Calmejane und Florian Vachon (Frankreich/Fortuneo) auf und bildeten die SPitze des Rennens. 3 Kilometer vor dem Ziel bewältigte Laporte bei regennassen Bedingungen eine Kurve am besten und konnte sich so absetzen von seinen Begleitern. Laporte wurde nicht mehr eingeholt und gewann das Rennen. Zweiter wurde Justin Jules (Frankreich/WB Veranclassic) vor Fabian Lienhard (Schweiz/Vorarlberg), die den Sprint der Verfolgergruppe mit 20 Sekunden Rückstand gewannen.

## Rennergebnis
| #      | Fahrer             | Team                         | Zeit       |
| ------ | ------------------ | ---------------------------- | ---------- |
| Sieger | Christophe Laporte | Cofidis, Solutions Crédits   | 4h 52' 55" |
| 2.     | Justin Jules       | WB Veranclassic Aqua Protect | +0' 20"    |
| 3.     | Fabian Lienhard    | Team Vorarlberg              | gl. Zeit   |
| 4.     | Romain Combaud     | Delko Marseille Provence KTM | gl. Zeit   |
| 5.     | Thomas Boudat      | Direct Énergie               | gl. Zeit   |
| 6.     | Jeremy Leveau      | Roubaix Lille Métropole      | gl. Zeit   |
| 7.     | Daniel Hoelgaard   | FDJ                          | gl. Zeit   |
| 8.     | Kevin Le Cunff     | HP-BTP Auber 93              | gl. Zeit   |
| 9.     | Romain Hardy       | Fortuneo-Oscaro              | gl. Zeit   |
| 10.    | Jonathan Lastra    | Caja Rural-Seguros RGA       | gl. Zeit   |